# David Twohy
David Neil Twohy (Los Angeles County, 18 oktober 1955) is een Amerikaans filmregisseur en scenarioschrijver.

## Carrière
Twohy is afgestudeerd aan de Universiteit van California State waar hij een diploma in radio/televisie en filmstudies heeft behaald. Zijn bekendste werken omvatten The Fugitive (1993), Waterworld (1995), G.I. Jane (1997) en science-fiction films over Vin Diesels antiheld Richard B. Riddick in The Chronicles of Riddick uit 2004.

## Filmografie

### Als regisseur en scenarist
- Timescape (1992)
- The Arrival (1996)
- Pitch Black (2000)
- Below (2002)
- The Chronicles of Riddick (2004)
- A Perfect Getaway (2009)

### Als scenarioschrijver
- Critters 2: The Main Course (1988)
- Warlock (1989)
- Alien³ (1992)
- The Fugitive (1993)
- Terminal Velocity (1994)
- Waterworld (1995)
- The Arrival (1996)
- G.I. Jane (1997)
- Riddick (2013)